# نورمان جيسي
نورمان جيسي (بالإنجليزية: Norman Jesse)‏ هو سياسي أمريكي، ولد في 9 نوفمبر 1937 في الولايات المتحدة، وتوفي في 28 مايو 2000. حزبياً، نشط في Iowa Democratic Party ‏. وقد انتخب عضو مجلس نواب ولاية ايوا.